# 17184 Carlrogers
A 17184 Carlrogers (ideiglenes jelöléssel 1999 VL22) a Naprendszer kisbolygóövében található aszteroida. Charles W. Juels fedezte fel 1999. november 13-án.